# It's a Man's Man's Man's World (album)
It's a Man's Man's Man's World studijski je album od američkog skladatelja, producenta i pjevača Jamesa Browna, objavljen u kolovozu 1966.g.

## Popis pjesama
1. "It's a Man's Man's Man's World"
2. "Is It Yes or Is It No?"
3. "Ain't That a Groove Part 1-2"
4. "The Scratch"
5. "Bewildered"
6. "The Bells"
7. "In the Wee Wee Hours"
8. "Come Over Here"
9. "I Don't Mind"
10. "Just You and Me, Darling"
11. "I Love You, Yes I Do"